# Zelotes vespertinus
Zelotes vespertinus este o specie de păianjeni din genul Zelotes, familia Gnaphosidae. A fost descrisă pentru prima dată de Thorell, 1875. Conform Catalogue of Life specia Zelotes vespertinus nu are subspecii cunoscute.